# Endoskopowa dysekcja podśluzówkowa
Endoskopowa dysekcja podśluzówkowa, ESD (ang. endoscopic submucosal dissection) – jest to endoskopowa metoda leczenia wewnątrzśluzówkowych nowotworów żołądka, w tym wczesnego raka żołądka. Endoskopowa dysekcja podśluzówkowa jest wykonywana przy użyciu nowoczesnych urządzeń takich jak diatermiczny nóż z izolowaną końcówką. Wydajność i problemy związane z endoskopowym preparowaniem podśluzówkowym były oceniane przez porównanie z konwencjonalną endoskopową resekcją śluzówki. Konwencjonalna endoskopowa resekcja śluzówki była głównie przeprowadzana z użyciem tzw. strip biopsy, ale występowały miejscowe nawroty z powodu stopniowej resekcji.